# Rolf Römer (Musiker)
Rolf Römer (* 1. Juni 1939 in Wiesbaden) ist ein deutscher Jazzmusiker (Tenorsaxophon).

## Leben und Wirken
Römer studierte an der Hochschule für Musik Frankfurt klassische Klarinette. Als er sich für Jazz zu interessieren begann, wechselte er zum Altsaxophon, später dann in die Tenorlage. Er spielte zunächst in US-Clubs und lebte zwischen 1963 und 1969 in Paris. Paul Kuhn holte ihn 1969 in die SFB Big Band; bei ihr war er an zahlreichen Fernsehproduktionen mit internationalen Stars wie Ray Brown, Ray Charles oder Quincy Jones beteiligt. Er gehörte auch zu der Berlin Dream Band, die sich unter Leitung von Stan Kenton und  Oliver Nelson auf den Berliner Jazztagen 1969 und 1970 präsentierte und auf Platte dokumentiert wurde. Zwischen 1981 und 2004 war er Mitglied der WDR Big Band Köln, wo er sich zu einem der Hauptsolisten entwickelte. Nebenbei studierte er 1994/95 Komposition bei Bob Brookmeyer. Seit 2004 lebt er mit seiner Frau wieder in Berlin, wo er in verschiedenen Bandprojekten tätig ist. Er ist auch auf Alben von Francis Coppieters, Sonny Grey und Bill Dobbins zu hören.

## Diskographische Hinweise
- Tesoro (mit John Goldsby und John Riley sowie Bill Dobbins, 1998)
- Rolf Römer & Bill Dobbins: A Tribute to B.A.C.H. (GLM, 1999)
- Rolf Römer Quintet: Tribute to Childhood (GLM Music 2007, mit Martin Sasse, Ingmar Heller, Hendrik Smock & Afra Mussawisade)
- Independent Jazz Quartet Aigües Blances  (Unisono-Records, 2012; mit Jürgen Scheele, Lars Gühlcke, Ernst Bier)

## Lexikalische Einträge
- Jürgen Wölfer: Jazz in Deutschland. Das Lexikon. Alle Musiker und Plattenfirmen von 1920 bis heute. Hannibal, Höfen 2008, ISBN 978-3-85445-274-4.